# Loddekolbe
En loddekolbe er et værktøj, der bruges ved blødlodning til at opvarme loddesteddet. Loddekolber findes i forskellige størrelser og udformninger passende til de meget varierende opgaver. 
Den oprindelige loddekolbe, der stadig bruges ved blikkenslagerarbejde, er en klods af kobber med en passende form, monteret på et håndtag, som isolerer for varmen. Loddekolben varmes i en kulild eller over et gasblus, spidsen af kobberklodsen  gnides mod en salmiaksten, hvilket fjerner oxider fra kobberets overflade. Derefter berøres en stang af loddetin, som smelter og sætter sig på den rene spids af loddekolben. Derefter berører man de genstande, der skal sammenføjes. Disse skal være rengjorte og kan smøres med loddevand (en opløsning af zinkklorid) eller loddefedt (en særlig harpiks), hvilket forhindrer fornyet oxiddannelse. Loddevand og loddefedt benyttes ikke til elektronik. Loddetinnet flyder ind mellem genstandene, når disse har nået en passende temperatur.
Udbredelsen af elektricitet og elektronik medførte et stort behov for mindre lodninger. Derfor udviklede man den elektriske loddekolbe, hvor et elektrisk varmelegeme opvarmer loddespidsen til en passende temperatur. Nogle elektriske loddekolbers temperatur kan reguleres elektronisk. Moderne loddekolbers spids er dækket af et metal, der beskytter kobberet mod tæring.
Til brug i situationer, hvor man ikke har adgang til en passende elektricitetsforsyning, findes gasopvarmede loddekolber, der kan varmes med lightergas.